# 데이비드 걸필리

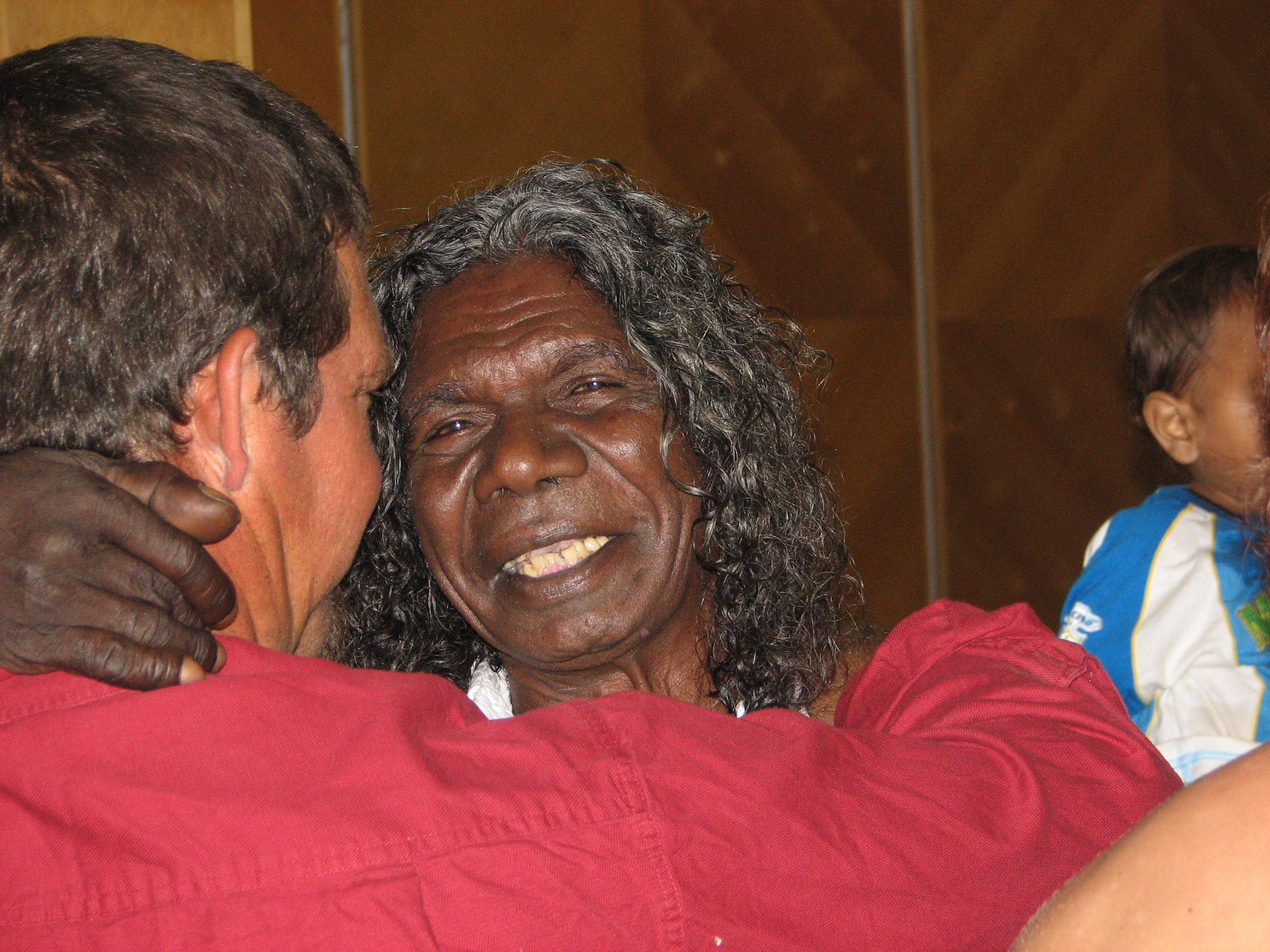
데이비드 걸필리

데이비드 걸필리(영어: David Gulpilil Ridjimiraril Dalaithngu, 1953년 7월 1일~2021년 11월 29일)는 오스트레일리아의 댄서, 각본가, 영화배우이다.

## 영화
- 스톰 보이 (2019년) - 손가락 뼈 빌의 아버지 역
- 골드스톤 (2016년)
- 찰리의 나라 (2013년)
- 새틀라이트 보이 (2012년) - 자가마라 역
- 오스트레일리아 (2008년) - 킹 조지 역
- 크로커다일 드리밍 (2007년)
- 열 척의 카누 (2006년)
- 프로퍼지션 (2005년)
- 더 트래커 (2002년) - The Tracker 역
- 토끼 울타리 (2002년) - 무두 역
- 다크 에이지 (1987년)
- 크로커다일 던디 (1986년) - 네빌 벨 역
- 필사의 도전 (1983년)
- 잃어버린 시간 (1977년)
- 폭풍의 소년 (1976년)
- 워커바웃 (1971년)